# Mollans-sur-Ouvèze
Mollans-sur-Ouvèze là một xã thuộc tỉnh Drôme trong vùng Auvergne-Rhône-Alpes đông nam nước Pháp. Xã Mollans-sur-Ouvèze nằm ở khu vực có độ cao từ 252-1007 mét trên mực nước biển.